# 豐咩
豐咩是唐代六詔之一的邆賧詔王，在位年期不明，後被唐御史李知古所殺。
| 前任： ？ | 六詔邆賧詔王 | 繼任： 咩羅皮 |